# Fogházbüntetés
A fogházbüntetés: a szabadságvesztés büntetés fogház fokozatban történő végrehajtási módja, illetve, annak tartama.
A fogházat, – mint végrehajtási fokozatot – a bíróság  határozza meg az ítéletében. A fokozat végrehajtására szolgáló intézetet a büntetés-végrehajtás (BvOP) illetékes szervezeti egysége jelöli ki.
A fogházbüntetés végrehajtása során az elítélt
- rövid tartamú eltávozása engedélyezhető, külső munkában részt vehet,
- életrendje részben meghatározott, szabad idejét belátása szerint használhatja fel,
- a büntetés-végrehajtási intézet területén szabadon járhat.

A fogházbüntetés végrehajtásának általános szabályainál enyhébb végrehajtási szabályok (EVSZ) alkalmazhatóak, ha:
- az elítélt személyiségére,
- előéletére,
- életvitelére,
- családi körülményeire,
- bűnözői kapcsolataira,
- a szabadságvesztés során tanúsított magatartására,
- az elkövetett bűncselekményre, és
- a szabadságvesztés tartamára

tekintettel a szabadságvesztés célja  az enyhébb végrehajtási szabályok alkalmazásával is elérhető.